# 贝桑地区塞克维尔
贝桑地区地区塞克维尔（法語：Secqueville-en-Bessin，法語發音：[sɛkvil ɑ̃ bɛsɛ̃] ⓘ）是法国卡尔瓦多斯省的一个旧市镇，属于卡昂区。2016年，贝桑地区塞克维尔与拉松和罗镇合并为新的罗镇。

## 地理
贝桑地区塞克维尔（49°14'2"N, 0°31'6"W）面积7.16 平方千米，位于法国诺曼底大区卡爾瓦多斯省，该省份为法国西北部沿海省份，北濒大西洋英吉利海峡，东北与滨海塞纳省以海上边界相接，东临厄尔省，南至奧恩省，西与芒什省接壤。
与贝桑地区塞克维尔接壤的市镇（或旧市镇、城区）包括：布雷特维尔-洛格约斯、屈利、勒弗雷讷卡米伊、拉松、罗镇、圣克鲁瓦格朗托讷、蒂和米。

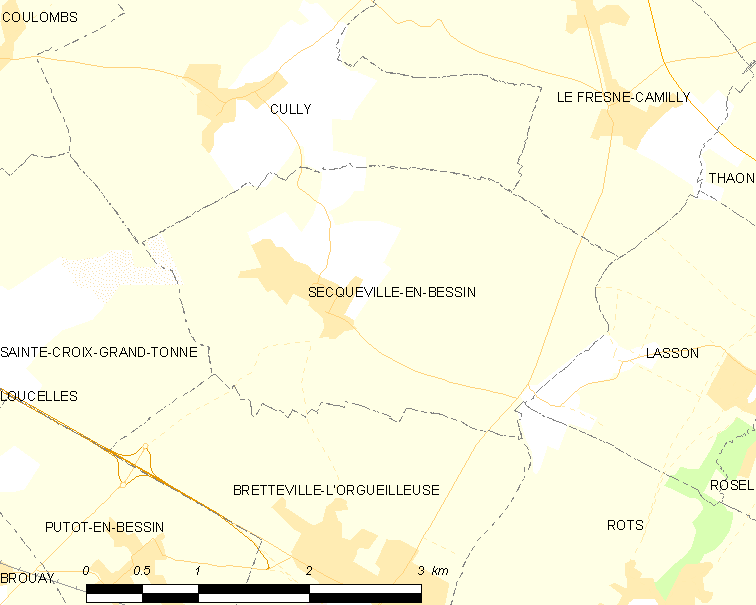
贝桑地区塞克维尔的OSM定位图

贝桑地区塞克维尔的时区为UTC+01:00、UTC+02:00（夏令时）。

## 行政
贝桑地区塞克维尔的邮政编码为14740，INSEE市镇编码为14670。

## 政治
贝桑地区塞克维尔所属的省级选区为蒂和米县。

## 人口

1962-2008年间贝桑地区塞克维尔人口变化图示

贝桑地区塞克维尔于2018年1月1日时的人口数量为413人。